# Europeísmo
O Europeísmo, ou Pró-europeísmo, é uma posição política que favorece a integração no continente europeu e a adesão à União Europeia (UE). Inclui desde europeístas favoráveis a uma integração europeia moderada, nos moldes da configuração atual, aos que defendem a expansão da União Europeia em termos de estados-membros e de competências das instituições (como por exemplo a união fiscal), até federalistas europeus, que procuram criar um único superestado informalmente conhecido como Estados Unidos da Europa. Um termo relacionado é "eurófilo".
Como tal, é o oposto do euroceticismo, que se refere a atitudes políticas céticas - ou opostas - à integração europeia, que não devem ser confundido com o termo "anti-europeísmo".